# اچ‌ام‌اس سوتلی (۱۸۹۹)
اچ‌ام‌اس سوتلی (۱۸۹۹) (به انگلیسی: HMS Sutlej (1899)) یک کشتی بود که طول آن ۴۷۲ فوت (۱۴۴ متر) بود. این کشتی در سال ۱۸۹۹ ساخته شد.